# نظرية اتصال الثقافة المشتركة
نظرية اتصال الثقافة المشتركة قامت على أطر عمل نظرية المجموعة الصامتة ونظرية نقطة الاستشراف. ويعد حجر الزاوية لنظرية اتصال الثقافة المشتركة هي نظرية المجموعة الصامتة كما كان مقترحًا في منتصف السبعينيات من القرن العشرين على يد شيرلي وإدوين آردينر. وقد كانت عائلة أردينر من العلماء العاملين في مجال علم الإنسان الثقافي، والذين قدموا ملاحظات بأن أغلب علماء علم الإنسان الثقافي الآخرين الذين يمارسون وصف الأعراق البشرية في المجال كانوا يتحدثون فقط إلى قادة الثقافات، والذين كانوا في الغالب عبارة عن ذكور بالغين. ويمكن أن يستخدم الباحثون هذه البيانات بعد ذلك لتمثيل الثقافة ككل، مع ترك منظور المرأة والأطفال وغيرهم من المجموعات بحيث لا يكون لهم صوت في التدرج الثقافي. (إس آردينر، 1975). وقد قالت عائلة آردينر إن المجموعات التي تعمل في أعلى التدرج الهرمي للمجتمع تحدد إلى حد كبير نظام التواصل المسيطر للمجتمع ككل (إي أردينر، 1978). وقد افترضت نظرية المجموعة الصامتة لأردينر الصادرة في عام 1975 أيضًا أن أفراد المجموعة المسيطرين يشكلون «نظام اتصالات يدعم مفهومهم للعالم ويتصورون أنه ‘’هو’’ اللغة المناسبة لباقي المجتمع».
وقد أشارت قابلية اتصالات ستانباك وبيرس (1981) إلى هذه المجموعات غير المسيطرة باسم «المجموعات الاجتماعية التابعة». وقد ذكرا 4 طرق تميل المجموعات غير المسيطرة من خلالها إلى التواصل مع المجموعات المسيطرة. وقد أكدا كذلك أنه «من منظور المجموعة المسيطرة، تكون السلوكيات في كل شكل من أشكال الاتصالات مناسبة. ومع ذلك، فإن معنى هذه السلوكيات لأعضاء المجموعة ذات الحالة الأدنى يكون مختلفًا إلى حد كبير، مما يجعلها أشكالاً مختلفة للتواصل ذات تداعيات مختلفة للعلاقات بين المجموعات».
أثناء دراسة الاتصالات، استخدم ستانباك وبيرس، وكذلك كراماراي، نظرية المجموعة الصامتة للمساعدة في تفسير أنماط الاتصالات والتمثيل الاجتماعي للمجموعات الثقافية غير المسيطرة. وقد رأت كراماراي (1981) أن «هذه الخبرات الفريدة بالنسبة لأعضاء المجموعة التابعة غالبًا لا يمكن التعبير عنها بفاعلية في إطار قيود نظام الاتصال المسيطرة». وقد اقترحت أن الأشخاص الموجودين في تلك المجموعات يخلقون أشكالاً بديلة للاتصال من أجل التعبير عن خبراتهم. ورغم ذلك، فإن كراماراي استخدمت نظرية المجموعة الصامتة في إستراتيجيات الاتصال للنساء. وقد اقترحت أن إطار العمل يمكن تطبيقه بشكل متساوٍ من ناحية الصلاحية على مجموعة من العلاقات المسيطرة/غير المسيطرة (أوربي، 1996).
وقد قدمت كراماري (1981) ثلاثة افتراضات لنظرية المجموعة الصامتة عند تطبيقها بين النساء والرجال، وتوصلت إلى أن النساء، بشكل تقليدي، تعرضن للإسكات بسبب أنظمة الاتصالات التي يسيطر عليها الرجال. وبالإضافة إلى ذلك، اقترحت كراماراي كذلك سبع فرضيات تؤدي إلى نظرية المجموعة الصامتة.
وقد تم استخدام نظرية نقطة الاستشراف بشكل رئيسي كإطار عمل نظري أنثوي لاستكشاف خبرات النساء عند مشاركتهن ومعارضتهن للتبعية، ومع ذلك اقترح (سميث، 1987) أن النظرية لها تطبيقات على مجموعات تابعة أخرى. ومن المعتقدات الأساسية لنظرية نقطة الاستشراف أنها «تهدف إلى تضمين خبرات المجموعات التابعة في عملية الاستفسار البحثية بطرق ذات مغزى». وبمعنى آخر، فإن أعضاء المجموعات الممثلة بشكل غير كامل يصبحون باحثين مشاركين.

## النظرية
تم تقديم نظرية الاتصال الثقافي المشترك في عام 1996 على يد مارك أوربي، وهو بروفيسور في كلية الاتصالات في جامعة ميتشجان الغربية، عندما اكتشف استخدام أسماء من قبل تحمل دلالات سلبية للمجموعات قيد الدراسة. وقد ذكر الدراسات السابقة التي نظرت في أنماط الاتصالات للمجموعات الثقافية المشتركة المختلفة التي انعكست من خلال مجموعة متنوعة من المصطلحات. وقد كان أوربي هو أول من سمى هذا النوع من العمل باسم «نظرية الاتصال الثقافي المشترك». ويذكر أوربي  أنه «في الماضي، استخدم الباحثون مجموعة متنوعة من المصطلحات للإشارة إلى الاتصال الثقافي المشترك، مثل:» الثقافة البينية«(سيتارام وكوجديل، 1976)، و» التابع«و» المرؤوس«و» الأقلية«(ستانبان وبيرس، 1981)، و» الثقافة الفرعية«(بيرسون ونيلسون، 1991)، (فولب، 1994)، و» المجموعة الصامتة«(كراماراي، 1981).»
وقد قام أوربي بصياغة إطارات عمل نظرية المجموعة الصامتة مع تلك الخاصة بنظرية نقطة الاستشراف للوصول إلى خمسة مفاهيم رئيسية تصف نظرية الثقافة المشتركة. ويذكر أوربي  أن «نظرية الثقافة المشتركة تهدف إلى كشف النقاب عن القواسم المشتركة بين أعضاء المجموعات الثقافية المشتركة أثناء عملها في المجتمع المسيطر مع تبرير التنوع الشديد في الخبرات بين المجموعات».

## تطبيق النظرية
منذ ظهور نظرية الثقافة المشتركة في «وضع أسس نظرية الاتصال الثقافي المشترك: منهجية استقرائية لدراسة إستراتيجيات الاتصال» غير المسيطرة«والعوامل التي تؤثر عليها» (1996)، قام أوربي بنشر عملين يصفان النظرية واستخدامها، بالإضافة إلى العديد من الدراسات المتعلقة بأنماط الدراسات والإستراتيجيات المعتمدة على المجموعات الثقافية المشتركة المختلفة.
وفي كتاب أوربي (الصادر عام 1997) «منهجية اتصال الثقافة المشتركة للعلاقات بين المجموعات» (A Co-cultural communication approach to intergroup relations)، يوفر نظرة
عامة على النظرية الثقافية المشتركة، بما في ذلك تفسير العملية التي يختار من خلالها أعضاء المجموعة الثقافية المشتركة أنماط الاتصال المختلفة بشكل إستراتيجي.
ويمثل كتاب أوربي (1998أ) ‘’تأسيس النظرية الثقافية المشتركة: تفسير الثقافة والقوة والاتصالات’’ (Constructing co-cultural theory: an explication of culture, power, and communication)، الإطار النظري للنظرية الثقافية المشتركة، بما في ذلك تطوير النظرية وتوضيح عملية الاتصال الثقافي المشترك، بالإضافة إلى قيود واتجاهات الاستخدام المسقبلية. كتاب أوربي (1998ب) «من منظور (منظورات) المجموعات الصامتة بشكل تقليدي: شرح النموذج النظري للاتصالات الثقافية المشتركة» (From the standpoint(s) of traditionally muted groups: Explicating a co-cultural communication theoretical model)، الذي قام فيه بتحديد 9 اتجاهات ثقافية مشتركة اعتمادًا على تقاطعات ثلاثة منهجيات اتصال، هي: الاتجاه غير التأكيدي والاتجاه التأكيدي والاتجاه العدواني، بحيث يمكن الحصول على ثلاث نتائج مفضلة، تتمثل في: الفصل والإقامة والاستيعاب.
وفي عام 2000، قام أوربي وسي إم جرير بتقديم بحث باسم: «التعرف على تنوع التجربة المعيشة: فائدة النظرية الثقافية المشتركة في أبحاث الاتصالات والإعاقات» في الاجتماع السنوي لـ جمعية الاتصالات الأمريكية المركزية في ديترويت. وفي عام 2001، قام هيومان بتقديم «الهوية متعددة الأعراق / الإثنيات: منهجية ثقافة مشتركة» أثناء الاجتماع السنوي لجمعية الاتصالات الأمريكية المركزية في سينسيناتي. وخلال نفس الاجتماع، قدم ديكسون بحثه «مشكلات التسمية في مستقبل الاتصال بين الثقافات: مساهمات نظرية الثقافة المشتركة لمارك أوربي».
وقد استخدم أوربي (2004)  نظرية الثقافة المشتركة كأساس لاستكشاف العمليات التي يمكن من خلالها تسهيل الحوار العام عبر الحدود الثقافية. (أوربي وسبيلرز، 2005)  عكسا في الفصل الذي أورداه في كتابهما أصول النظرية الثقافية المشتركة من منظورات مجالات الأبحاث المختلفة الخاصة بهم، بالإضافة إلى الإشارة إلى تداعيات العمل المستقبلي.
أوربي ولابينسكي، (2007)  نشرا تصميم إجراء التقرير الذاتي لمكوني نظرية الثقافة المشتركة، والنتائج المفضلة ومنهجية الاتصال، ووفرا دليلاً من دراستين على صحة البناء واعتمادية نطاقات نظرية الثقافة المشتركة (C-CTS).
(راميريز - سانشيز، 2008) يفحص احتمالية تطبيق النظرية الثقافية المشتركة على
المجموعات الثقافية المشتركة المهمشة في سياق ثقافي مشترك أوسع نطاقًا و«توفير سياق ثقافي معقد يمكن تطبيق نظرية الثقافة المشتركة عليه وإنشاء الأسئلة التي يمكن أن تؤدي إلى إثراء النطاق التحليلي للنظرية الثقافية المشتركة وتداعياتها» 